# Natation aux Jeux olympiques d'été de 1972
Navigation
Les résultats des compétitions de natation lors des Jeux olympiques d'été de 1972 organisés à Munich. L'Américain Mark Spitz dispute sept courses, enlève sept médailles d'or et bat sept records du monde. L'Australienne Shane Gould, âgée de quinze ans, remporte trois médailles d'or, une d'argent et une de bronze.

## Tableau des médailles
| Rang  | Pays                 | Médaille d'or | Médaille d'argent | Médaille de bronze | Total |
| 1     | États-Unis           | 17            | 14                | 12                 | 43    |
| 2     | Australie            | 6             | 2                 | 2                  | 10    |
| 3     | Allemagne de l'Est   | 2             | 5                 | 2                  | 9     |
| 4     | Japon                | 2             | 0                 | 1                  | 3     |
| 5     | Suède                | 2             | 0                 | 0                  | 2     |
| 6     | Union soviétique     | 0             | 2                 | 3                  | 5     |
| 7     | Canada               | 0             | 2                 | 2                  | 4     |
| 8     | Allemagne de l'Ouest | 0             | 1                 | 3                  | 4     |
| 9     | Italie               | 0             | 1                 | 2                  | 3     |
| 10    | Hongrie              | 0             | 1                 | 2                  | 3     |
| 11    | Grande-Bretagne      | 0             | 1                 | 0                  | 1     |
| Total | Total                | 29            | 29                | 29                 | 87    |

## Podiums

### Hommes
| Épreuves             | Or                                                                                 | Argent                                                                                            | Bronze                                                                                      |
| Nage libre           |                                                                                    |                                                                                                   |                                                                                             |
| 100 m                | Mark Spitz États-Unis 51 s 22 (RM)                                                 | Jerry Heidenreich États-Unis 51 s 65                                                              | Vladimir Bure Union soviétique 51 s 77 (RE)                                                 |
| 200 m                | Mark Spitz États-Unis 1 min 52 s 78 (RM)                                           | Steve Genter États-Unis 1 min 53 s 73                                                             | Werner Lampe Allemagne de l'Ouest 1 min 53 s 99 (RE)                                        |
| 400 m                | Brad Cooper Australie 4 min 00 s 27 (RO)                                           | Steve Genter États-Unis 4 min 01 s 94                                                             | Tom McBreen États-Unis 4 min 02 s 64                                                        |
| 1 500 m              | Mike Burton États-Unis 15 min 52 s 58 (RM)                                         | Graham Windeatt Australie 15 min 58 s 48                                                          | Doug Northway États-Unis 16 min 09 s 26                                                     |
| Papillon             |                                                                                    |                                                                                                   |                                                                                             |
| 100 m                | Mark Spitz États-Unis 54 s 27 (RM)                                                 | Bruce Robertson Canada 55 s 56                                                                    | Jerry Heidenreich États-Unis 55 s 74                                                        |
| 200 m                | Mark Spitz États-Unis 2 min 00 s 70 (RM)                                           | Gary Hall Sr. États-Unis 2 min 02 s 86                                                            | Robin Backhaus États-Unis 2 min 03 s 23                                                     |
| Dos                  |                                                                                    |                                                                                                   |                                                                                             |
| 100 m                | Roland Matthes Allemagne de l'Est 56 s 58 (RO)                                     | Mike Stamm États-Unis 57 s 70                                                                     | John Murphy États-Unis 58 s 35                                                              |
| 200 m                | Roland Matthes Allemagne de l'Est 2 min 02 s 82 (RM)                               | Mike Stamm États-Unis 2 min 04 s 09                                                               | Mitchell Ivey États-Unis 2 min 04 s 33                                                      |
| Brasse               |                                                                                    |                                                                                                   |                                                                                             |
| 100 m                | Nobutaka Taguchi Japon 1 min 04 s 94 (RM)                                          | Tom Bruce États-Unis 1 min 05 s 43                                                                | John Hencken États-Unis 1 min 06 s 01                                                       |
| 200 m                | John Hencken États-Unis 2 min 21 s 55 (RM)                                         | David Wilkie Grande-Bretagne 2 min 23 s 67 (RE)                                                   | Nobutaka Taguchi Japon 2 min 23 s 88                                                        |
| 4 nages              |                                                                                    |                                                                                                   |                                                                                             |
| 200 m                | Gunnar Larsson Suède 2 min 07 s 17 (RM)                                            | Tim McKee États-Unis 2 min 08 s 37                                                                | Steve Furniss États-Unis 2 min 08 s 45                                                      |
| 400 m                | Gunnar Larsson Suède 4 min 31 s 98 (RO) (RE)                                       | Tim McKee États-Unis 4 min 31 s 98                                                                | András Hargitay Hongrie 4 min 32 s 70                                                       |
| Relais               |                                                                                    |                                                                                                   |                                                                                             |
| 4 × 100 m nage libre | États-Unis David Edgar John Murphy Jerry Heidenreich Mark Spitz 3 min 26 s 42 (RM) | Union soviétique Vladimir Bure Viktor Mazanov Viktor Aboimov Igor Grivennikov 3 min 29 s 72 (RE)  | Allemagne de l'Est Roland Matthes Wilfried Hartung Peter Bruch Lutz Unger 3 min 32 s 42     |
| 4 × 200 m nage libre | États-Unis John Kinsella Fred Tyler Steve Genter Mark Spitz 7 min 35 s 78 (RM)     | Allemagne de l'Ouest Klaus Steinbach Werner Lampe Hans Vosseler Hans Fassnacht 7 min 41 s 69 (RE) | Union soviétique Igor Grivennikov Viktor Mazanov Georgi Kulikov Vladimir Bure 7 min 45 s 76 |
| 4 × 100 m 4 nages    | États-Unis Mike Stamm Tom Bruce Mark Spitz Jerry Heidenreich 3 min 48 s 16 (RM)    | Allemagne de l'Est Roland Matthes Klaus Katzur Hartmut Flöckner Lutz Unger 3 min 52 s 12 (RE)     | Canada Erik Fish William Mahony Bruce Robertson Robert Kasting 3 min 52 s 26                |

### Femmes
| Épreuves             | Or                                                                                         | Argent                                                                                            | Bronze                                                                                             |
| Nage libre           |                                                                                            |                                                                                                   | |
| 100 m                | Sandra Neilson États-Unis 58 s 59 (RO)                                                     | Shirley Babashoff États-Unis 59 s 02                                                              | Shane Gould Australie 59 s 06                                                                      |
| 200 m                | Shane Gould Australie 2 min 03 s 56 (RM)                                                   | Shirley Babashoff États-Unis 2 min 04 s 33                                                        | Keena Rothhammer États-Unis 2 min 04 s 92                                                          |
| 400 m                | Shane Gould Australie 4 min 19 s 04 (RM)                                                   | Novella Calligaris Italie 4 min 22 s 44 (RE)                                                      | Gudrun Wegner Allemagne de l'Est 4 min 23 s 11                                                     |
| 800 m                | Keena Rothhammer États-Unis 8 min 53 s 68 (RM)                                             | Shane Gould Australie 8 min 56 s 39                                                               | Novella Calligaris Italie 8 min 57 s 46 (RE)                                                       |
| Papillon             |                                                                                            |                                                                                                   | |
| 100 m                | Mayumi Aoki Japon 1 min 03 s 34 (RM)                                                       | Roswitha Beier Allemagne de l'Est 1 min 03 s 61 (RE)                                              | Andrea Gyarmati Hongrie 1 min 03 s 73                                                              |
| 200 m                | Karen Moe États-Unis 2 min 15 s 57 (RM)                                                    | Lynn Colella États-Unis 2 min 16 s 34                                                             | Ellie Daniel États-Unis 2 min 16 s 74                                                              |
| Dos                  |                                                                                            |                                                                                                   | |
| 100 m                | Melissa Belote États-Unis 1 min 05 s 78 (RO)                                               | Andrea Gyarmati Hongrie 1 min 06 s 26 (RE)                                                        | Susie Atwood États-Unis 1 min 06 s 34                                                              |
| 200 m                | Melissa Belote États-Unis 2 min 19 s 19 (RM)                                               | Susie Atwood États-Unis 2 min 20 s 38                                                             | Donna Gurr Canada 2 min 23 s 22                                                                    |
| Brasse               |                                                                                            |                                                                                                   | |
| 100 m                | Catherine Carr États-Unis 1 min 13 s 58 (RM)                                               | Galina Stepanova Union soviétique 1 min 14 s 99                                                   | Beverley Whitfield Australie 1 min 15 s 73                                                         |
| 200 m                | Beverley Whitfield Australie 2 min 41 s 71 (RO)                                            | Dana Schoenfield États-Unis 2 min 42 s 05                                                         | Galina Stepanova Union soviétique 2 min 42 s 36                                                    |
| 4 nages              |                                                                                            |                                                                                                   | |
| 200 m                | Shane Gould Australie 2 min 23 s 07 (RM)                                                   | Kornelia Ender Allemagne de l'Est 2 min 23 s 59 (RE)                                              | Lynn Vidali États-Unis 2 min 24 s 06                                                               |
| 400 m                | Gail Neall Australie 5 min 02 s 97 (RM)                                                    | Leslie Cliff Canada 5 min 03 s 57                                                                 | Novella Calligaris Italie 5 min 03 s 99 (RE)                                                       |
| Relais               |                                                                                            |                                                                                                   | |
| 4 × 100 m nage libre | États-Unis Shirley Babashoff Jane Barkman Jennifer Kemp Sandra Neilson 3 min 55 s 19 (RM)  | Allemagne de l'Est Andrea Eife Kornelia Ender Elke Sehmisch Gabriele Wetzko 3 min 55 s 55 (RE)    | Allemagne de l'Ouest Gudrun Beckmann Heidemarie Reineck Angela Steinbach Jutta Weber 3 min 57 s 93 |
| 4 × 100 m 4 nages    | États-Unis Melissa Belote Catherine Carr Deena Deardurff Sandra Neilson 4 min 20 s 75 (RM) | Allemagne de l'Est Christine Herbst Renate Vogel Roswitha Beier Kornelia Ender 4 min 24 s 91 (RE) | Allemagne de l'Ouest Gudrun Beckmann Vreni Eberle Silke Pielen Heidemarie Reineck 4 min 26 s 46    |